# Kanton Pézenas
Der Kanton Pézenas ist seit 1790 ein französischer Kanton im Arrondissement Béziers des Départements Hérault.

## Gemeinden
Der Kanton besteht aus 15 Gemeinden mit insgesamt 37.606 Einwohnern (Stand: 1. Januar 2022) auf einer Gesamtfläche von 245,92 km²:
| Gemeinde           | Einwohner 1. Januar 2022 | Fläche km² | Dichte Einw./km² | Code INSEE | Postleitzahl |
| ------------------ | ------------------------ | ---------- | ---------------- | ---------- | ------------ |
| Abeilhan           | 1.824                    | 7,81       | 234              | 34001      | 34130        |
| Alignan-du-Vent    | 1.761                    | 17,30      | 102              | 34009      | 34290        |
| Castelnau-de-Guers | 1.199                    | 22,51      | 53               | 34056      | 34120        |
| Caux               | 2.692                    | 24,84      | 108              | 34063      | 34720        |
| Coulobres          | 371                      | 2,99       | 124              | 34085      | 34290        |
| Florensac          | 5.138                    | 35,71      | 144              | 34101      | 34510        |
| Montblanc          | 2.896                    | 26,94      | 107              | 34166      | 34290        |
| Nézignan-l’Évêque  | 1.730                    | 4,33       | 400              | 34182      | 34120        |
| Pézenas            | 7.789                    | 29,56      | 263              | 34199      | 34120        |
| Pinet              | 2.012                    | 8,83       | 228              | 34203      | 34850        |
| Pomérols           | 2.255                    | 11,01      | 205              | 34207      | 34810        |
| Puissalicon        | 1.352                    | 13,05      | 104              | 34224      | 34480        |
| Saint-Thibéry      | 3.047                    | 18,47      | 165              | 34289      | 34630        |
| Tourbes            | 1.875                    | 15,96      | 117              | 34311      | 34120        |
| Valros             | 1.665                    | 6,61       | 252              | 34325      | 34290        |
| Kanton Pézenas     | 37.606                   | 245,92     | 153              | 3421       | –            |

Bis zur landesweiten Neuordnung der französischen Kantone im März 2015 gehörten zum Kanton Pézenas die fünf Gemeinden Caux, Nézignan-l’Évêque, Pézenas, Saint-Thibéry und Tourbes. Sein Zuschnitt entsprach einer Fläche von 93,16 km2. Er besaß vor 2015 einen anderen INSEE-Code als heute, nämlich 3428. 